# 2020 CD3
Točan naziv ovog članka je 2020 CD3. Naslov uključuje znakove u superskriptu ili subskriptu, koji su zamijenjeni ili izostavljeni zbog tehničkih ograničenja.
2020 CD3, asteroid koji su prvi opazili astronomi Kacper W. Wierzchoś i Theodore A. Pruyne iz zvjezdarnice Catalinskoga nebeskog pregleda u Arizoni, ustanove koju financira NASA. Drugi  je asteroid za koji se zna da je kružio u Zemljinoj orbiti. Prvi takav asteroid je bio 2006 RH120.
Uočen je ožujka 2020. godine. 2020 CD3 je promjera otprilike 1,9 x 3,5 metara. Vjerojatno je asteroid tipa C. Po putanji se zaključuje da je u Zemljinu orbitu ušao 2017. godine. Privukla ga je Zemljina gravitacija te je postao privremeni Zemljin 'mali mjesec'. S obzirom na brzinu, blizinu i kretanje, nije bio u stabilnoj orbiti oko Zemlje nije bio dugo u Zemljinom okruženju. Od Zemlje se udaljavao te je već na proljeće pobjegao Zemljinoj gravitaciji i otputovao nekamo drugamo. Opet je postao satelitom Sunca. Dobri su izgledi da jednoga dana opet bude Zemljin mjesec, ali to se vjerojatno neće dogoditi za barem nekoliko tisuća godina. CD3 je izbačen iz orbite Zemlje gravitacijskim utjecajem drugih tijela, prije svega Mjeseca.
Najmanja udaljenost presijecanja orbite (MOID) mu za Zemlju iznosi 0,00175557, a za Jupiter 3,91702 AJ. Parametar neizvjesnosti je 4. Opservacijski luk je 15 dana. Tisserandov parametar je 5,962.
Prva promatranja bila su na lokaciji G96 - Mt. Lemmony Survey. Druga lokacija na kojoj je uočen istog dana je u Hrvatskoj, L01 - Višnjanska zvjezdarnica.